# Seznam synagog v Česku
Seznam synagog v Česku obsahuje dosud stojící stavby seřazené podle krajů, které dříve sloužily jako synagoga. Svému původnímu účelu vzhledem k redukci počtu židovského obyvatelstva v důsledku vyvražďování během holocaustu a následné perzekuce komunistickým režimem, slouží jen několik málo z nich.

## Praha
- Jeruzalémská synagoga
- Karlínská synagoga
- Klausová synagoga
- Maiselova synagoga
- Michelská synagoga
- Nová synagoga v Libni
- Pinkasova synagoga
- Smíchovská synagoga
- Staronová synagoga
- Synagoga v Uhříněvsi
- Španělská synagoga
- Vysoká synagoga

## Středočeský kraj

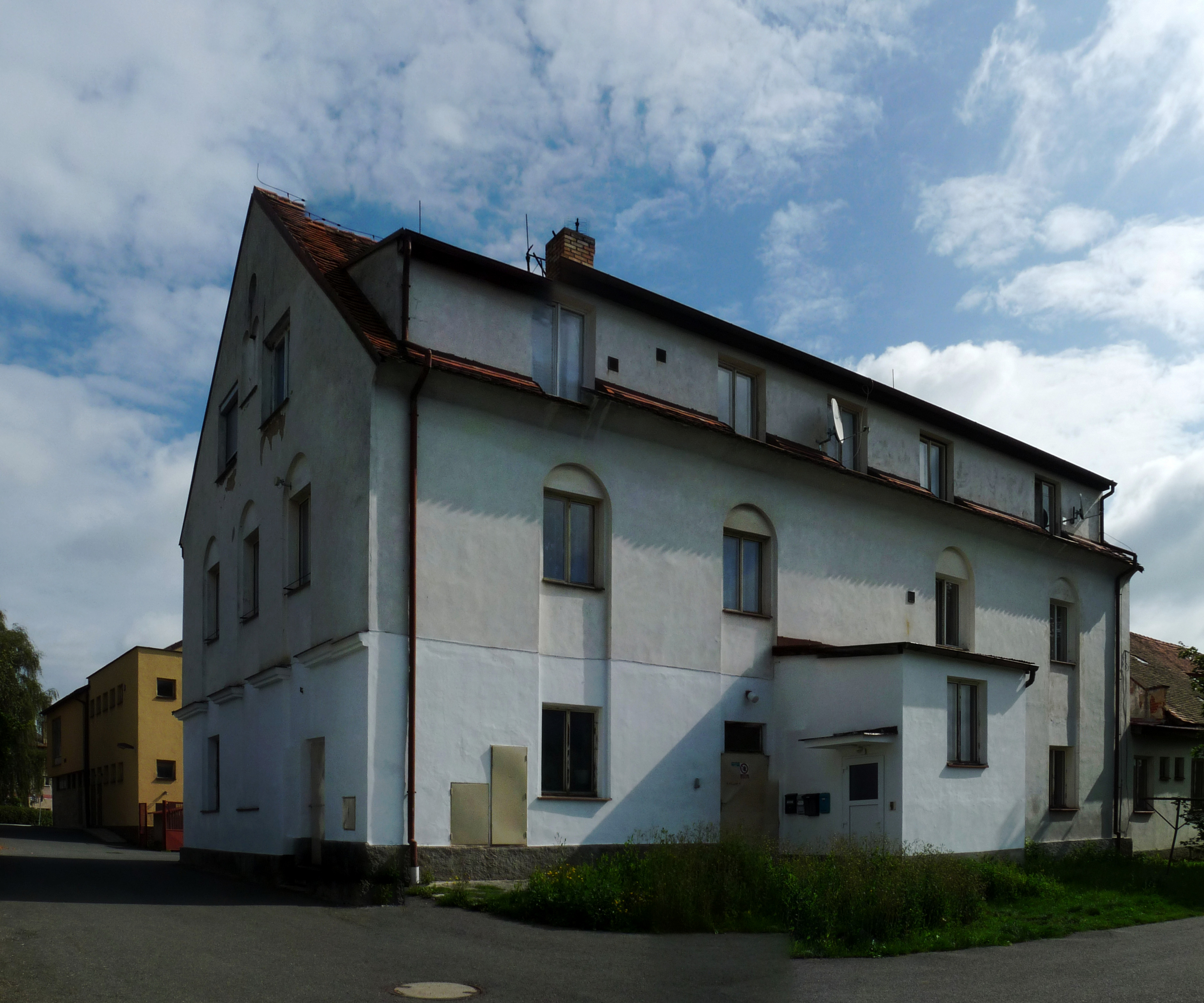
Bývalá synagoga v Petrovicích

- Synagoga v Bohouňovicích II[p 1]
- Synagoga v Brandýse nad Labem
- Synagoga v Březnici
- Synagoga v Čáslavi
- Synagoga v Čelině[p 2]
- Synagoga v Divišově
- Synagoga v Dobříši
- Synagoga v Hořovicích
- Synagoga v Hostouni[p 3]
- Synagoga na Kladně
- Synagoga v Kolíně
- Synagoga v Kosově Hoře
- Synagoga v Kovanicích[p 4]
- Synagoga v Kralupech nad Vltavou
- Synagoga v Krakovanech[p 5]
- Synagoga v Křinci[p 6]
- Nová synagoga v Kutné Hoře
- Synagoga v Litni[p 7]
- Synagoga v Městci Králové
- Synagoga v Mladé Boleslavi
- Synagoga v Mníšku pod Brdy[p 8]
- Synagoga v Mořině[p 9]
- Synagoga v Novém Strašecí
- Synagoga v Nymburce
- Bývalá synagoga v PetrovicíchSynagoga v Petrovicích[p 10]
- Synagoga v Plaňanech
- Synagoga v Postřižíně[p 11]
- Synagoga v Pravoníně[p 12]
- Synagoga v Přistoupimi
- Synagoga v Rakovníku
- Synagoga v Sedlčanech[p 13]
- Synagoga ve Slaném
- Synagoga ve Strančicích
- Synagoga v Uhlířských Janovicích
- Synagoga ve Velvarech[p 14]
- Synagoga ve Vojkovicích[p 15]
- Synagoga ve Všeradicích
- Synagoga v Zalužanech[p 16]
- Synagoga v Zásmukách
- Synagoga ve Zderazi

## Jihočeský kraj
- Synagoga v Babčicích
- Synagoga v Bechyni
- Synagoga v Českém Krumlově
- Synagoga ve Čkyni
- Synagoga v Dubu
- Synagoga v Hluboké nad Vltavou
- Synagoga v Jindřichově Hradci
- Nová synagoga v Milevsku
- Stará synagoga v Milevsku
- Synagoga v Myslkovicích
- Synagoga v Nové Včelnici
- Synagoga v Písku
- Synagoga v Radeníně
- Synagoga v Rakovicích[p 17]
- Synagoga ve Slavonicích[p 18]
- Synagoga v Soběslavi
- Synagoga ve Stádlci
- Synagoga ve Starém Hobzí[p 19]
- Synagoga ve Strakonicích
- Synagoga ve Stráži nad Nežárkou
- Synagoga v Táboře
- Synagoga v Třeboni
- Synagoga v Tučapech
- Synagoga v Třeboni
- Synagoga ve Vlachově Březí
- Synagoga ve Vodňanech
- Synagoga ve Volyni

## Plzeňský kraj
- Synagoga v Bernarticích
- Synagoga v Bezdružicích
- Synagoga v Blovicích
- Synagoga v Cebivi
- Synagoga v Dešenici
- Synagoga v Dlažově
- Synagoga v Dolní Bělé
- Synagoga v Dolní Lukavici
- Horská synagoga v Hartmanicích
- Synagoga v Chodové Plané
- Synagoga v Janovicích nad Úhlavou
- Synagoga v Kasejovicích
- Synagoga ve Kdyni
- Synagoga v Klatovech
- Synagoga v Kolinci
- Synagoga v Kořeni
- Synagoga v Lesné
- Synagoga v Malinci
- Synagoga v Meclově
- Synagoga v Merklíně
- Synagoga v Městě Touškově
- Synagoga v Nýrsku
- Synagoga v Nýřanech
- Synagoga v Oseku u Rokycan
- Pomocná synagoga v Plzni
- Stará synagoga v Plzni
- Velká synagoga v Plzni
- Synagoga v Podmoklech u Sušice
- Synagoga v Prostiboři
- Synagoga v Pňovanech
- Synagoga v Rabí
- Synagoga v Radnicích
- Synagoga v Skupči
- Synagoga ve Slatině
- Synagoga ve Strážově
- Synagoga ve Stříbře
- Synagogy v Sušici
- Synagoga ve Svojšíně
- Synagoga ve Velharticích
- Synagoga ve Vlčí

## Karlovarský kraj
- Synagoga v Bečově nad Teplou[p 20]
- Synagoga ve Františkových Lázních
- Synagoga v Chebu
- Synagoga v Chyši[p 21]
- Synagoga v Karlových Varech
- Synagoga v Mariánských Lázních
- Synagoga ve Žlutici[p 22]

## Ústecký kraj
- Synagoga v Budyni nad Ohří
- Synagoga v Bílencích
- Synagoga v Bílině
- Synagoga v Děčíně
- Synagoga v Jirkově
- Stará synagoga v Kadani
- Synagoga v Liběšicích
- Synagoga v Lounech
- Nová synagoga v Měcholupech
- Stará synagoga v Měcholupech
- Synagoga v Podbořanech[p 23]
- Synagoga v Roudnici nad Labem
- Synagoga v Širokých Třebčicích[p 24]
- Synagoga v Třebívlicích
- Synagoga v Úštěku
- Synagoga v Žatci

## Liberecký kraj
- Synagoga v České Lípě
- Synagoga v Jablonci nad Nisou
- Synagoga v Turnově
- Nová synagoga v Liberci
- Stará synagoga v Liberci

## Královéhradecký kraj
- Synagoga v Hořicích
- Synagoga v Hradci Králové
- Synagoga v Chlumci nad Cidlinou
- Synagoga v Jičíně
- Synagoga v Novém Bydžově
- Synagoga v Rychnově nad Kněžnou
- Synagoga v Trutnově
- Synagoga ve Velké Bukovině

## Pardubický kraj
- Synagoga v Heřmanově Městci
- Synagoga v Hlinsku
- Synagoga v Jevíčku
- Synagoga v Luži
- Synagoga v Pardubicích
- Synagoga v Přelouči
- Synagoga v Žamberku

## Kraj Vysočina

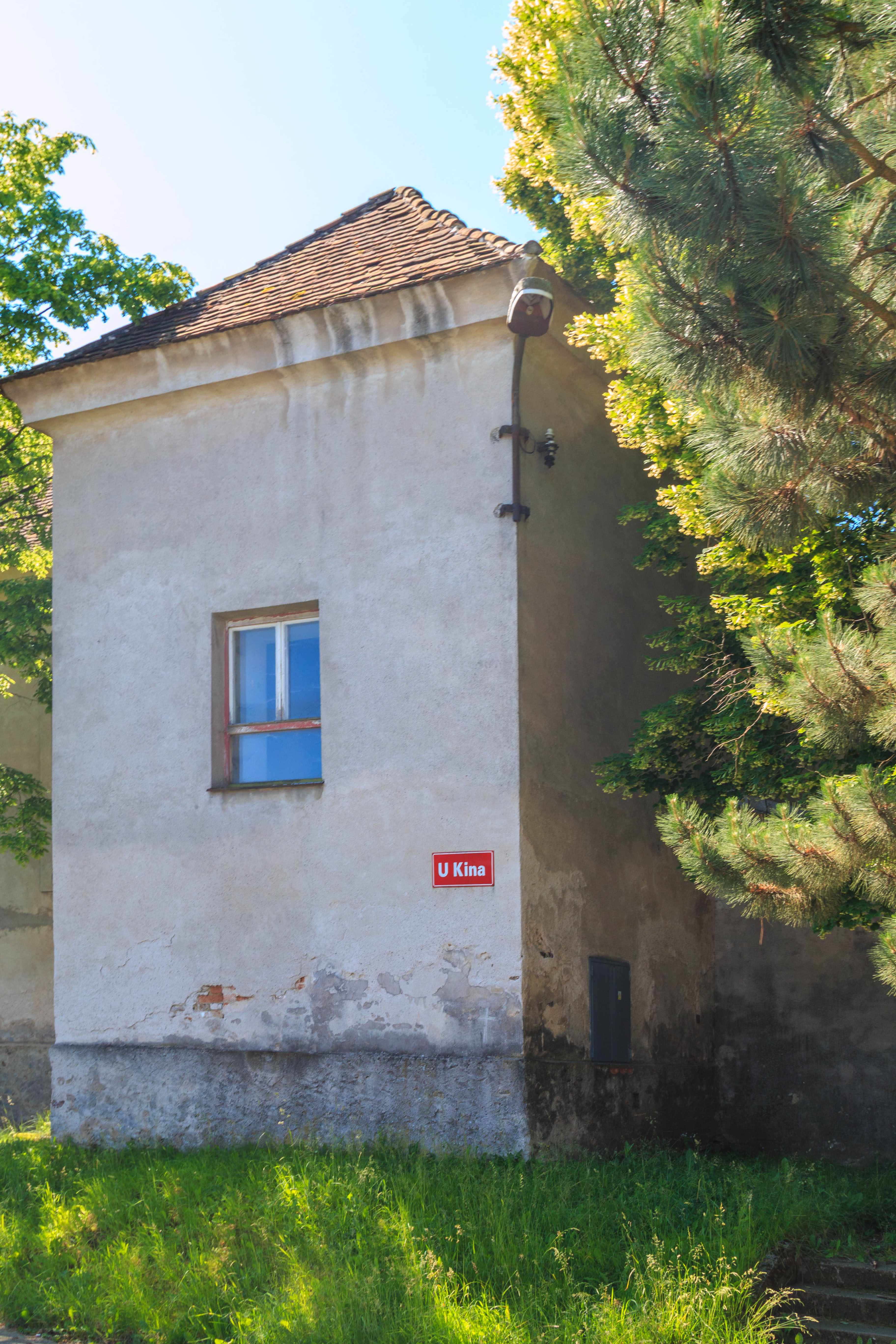
Bývalá synagoga v Habrech

- Bývalá synagoga v HabrechSynagoga v Batelově
- Synagoga v Černovicích
- Synagoga v Golčově Jeníkově
- Synagoga v Habrech
- Synagoga v Humpolci
- Synagoga v Chotěboři
- Synagoga v Kamenici nad Lipou
- Synagoga v Košeticích
- Synagoga v Ledči nad Sázavou
- Synagoga v Nové Cerekvi
- Synagoga v Pacově
- Synagoga v Polici
- Synagoga v Polné
- Synagoga v Puklicích
- Synagoga ve Svratce
- Synagoga v Telči
- Přední synagoga v Třebíči
- Zadní synagoga v Třebíči
- Synagoga v Třešti
- Synagoga v Úsobí
- Nová synagoga ve Velkém Meziříčí
- Stará synagoga ve Velkém Meziříčí

## Jihomoravský kraj
- Aškenázská synagoga v Mikulově[p 25]
- Synagoga Agudas achim
- Synagoga v Boskovicích
- Synagoga v Brně
- Synagoga v Břeclavi
- Synagoga v Bučovicích
- Synagoga v Bzenci
- Synagoga v Dolních Kounicích
- Synagoga v Ivančicích
- Synagoga v Ivanovicích na Hané
- Synagoga v Kloboukách u Brna
- Synagoga v Koryčanech
- Synagoga v Kyjově
- Synagoga v Lomnici
- Synagoga v Mikulově
- Synagoga v Miroslavi
- Synagoga v Podivíně
- Synagoga v Rousínově
- Synagoga ve Slavkově u Brna
- Synagoga ve Strážnici
- Synagoga ve Veselí nad Moravou
- Synagoga ve Vyškově

## Zlínský kraj
- Synagoga v Koryčanech
- Synagogy v Kroměříži
- Synagoga v Uherském Hradišti
- Šachova synagoga
- Synagoga ve Velkých Karlovicích

## Olomoucký kraj
- Synagoga Bet ha-midraš
- Nová synagoga v Hranicích
- Synagoga v Kojetíně
- Synagoga v Lipníku nad Bečvou
- Synagoga v Lošticích
- Synagoga v Olomouci
- Nová synagoga v Prostějově
- Synagoga v Přerově
- Synagoga v Úsově

## Moravskoslezský kraj
- Synagoga v Bohumíně
- Synagoga v Českém Těšíně
- Synagoga Schomre-Schabos v Českém Těšíně
- Synagoga ve Frýdku
- Synagoga v Hlučíně
- Synagoga v Krnově
- Synagoga v Novém Jičíně
- Synagoga v Opavě
- Synagoga v Orlové
- Synagoga v Přívoze
- Synagoga ve Vítkovicích